# Parafia Ścięcia św. Jana Chrzciciela w Pilchowicach
Parafia Ścięcia Świętego Jana Chrzciciela w Pilchowicach należy do dekanatu Gliwice-Łabędy (poprzednio, do 25 marca 2019 r. - do dekanatu Gliwice-Ostropa), diecezji gliwickiej.

## Miejscowości należące do parafii
- Pilchowice, Kuźnia Nieborowska, Leboszowice

## Proboszczowie parafii
- ks. Tomasz Kubis (1896-1936)
- ks. Jan Kolarczyk (1936-1965)
- ks. Aleksander Kozieł (1966-1978)
- ks. Alfred Schleger (1978-2006)
- ks. Dariusz Gołek (od 2006)